# 追跡!
追跡!（ついせき）は、TOKYO FMをキーステーションにJFN全国ネットで2010年4月3日から2019年3月29日まで放送されていたクロノス内のコーナーである。

## 番組概要
JFN平日朝ワイド『クロノス』に内包される形で放送しているが、大阪・愛知・福岡で『クロノス』そのものが放送されていないため、番組内では名称は出さない。
前番組『東京海上日動 By Your Side』と違い、今、社会で起きている問題や事件を追跡する。『VIEW UP TOMORROW』と内容は近しい。
場合によっては7:10からの『リポビタンD TREND EYES』を含めた約20分にわたってゲストの生ライヴを放送することもある。
原則、『追跡! -Today's Focus-』（ついせき! トゥデイズ・フォーカス）として放送するが、スポンサーがついたときは別のサブタイトルを加えてその企画に沿った内容とする。

### 基本放送時間
7:20 - 7:27 （月曜 - 金曜）
番組のタイムテーブルでは10分間でかかれているところがあるが、27分過ぎから約1分はステーションブレイクCMをはさむため実質の放送時間は7分である。

### 曜日別タイトル
2018年4月以降。
＜＞内はスポンサー。
- 月曜日：追跡! -Today's Focus-
- 火曜日：追跡! -Today's Focus-
- 水曜日：追跡! -Today's Focus-
- 木曜日：追跡 JA共済 presents なるほど!交通安全＜JA共済＞
- 金曜日：追跡! -Today's Focus-

終了したもの
- 金曜日：追跡 〜さきがけSTORY〜＜東海大学＞
2017年10月から11月にかけて放送。
- 月曜日：追跡 カゴメ presents ベジライフ＜カゴメ＞
- 火曜日：追跡 日本生命 朝の経済サプリ＜日本生命＞

## パーソナリティ
- 月-木：中西哲生、綿谷エリナ
- 金：速水健朗、綿谷エリナ